# Hype man
Nella musica hip hop l'hype man è un rapper di supporto che nelle performance live contribuisce ad aumentare la partecipazione emotiva del pubblico presente (solitamente con la tecnica del call-and-response, ovvero botta e risposta) e supporta l'MC nell'esecuzione di alcune rime.